# Семёнов, Денис Александрович
Дени́с Алекса́ндрович Семёнов (род. 19 ноября 1977) — российский футболист, защитник.

## Карьера
Воспитанник петербургского «Зенита», в 1995—1998 годах выступал за дублирующий состав команды. Зимой 1999 года подписал контракт с клубом Высшей лиги Белоруссии «Торпедо-МАЗ». В элитном дивизионе дебютировал 11 апреля в матче против БАТЭ (1:2). Летом того же года вернулся в Россию в «Спартак-Орехово». В 2000 году пополнил ряды петербургского «Динамо». В 2004 году перешёл в «Луч-Энергию». В 2006 году защищал цвета «Металлург-Кузбасса» и нижегородского «Спартака», после чего завершил карьеру.

## Достижения
- Победитель зоны «Запад» Второго дивизиона: 2001